# Adolfo Beria di Argentine
(Adolfo Beria di Argentine)
Adolfo Beria di Argentine (Torino, 5 dicembre 1920 – Milano, 26 luglio 2000) è stato un magistrato, giornalista e giurista italiano.
Soprannominato il giudice solitario per via del suo carattere schivo e riservato, esercitò durante il difficile periodo terrorista, cui lo Stato italiano dovette affrontare la difficile situazione creata ad opera delle Brigate Rosse.

## Biografia
Nacque a Torino il 5 dicembre 1920. Laureatosi in Giurisprudenza all'Università di Genova con il prof. Salvatore Satta e in filosofia con i professori Cesare Musatti e Giovanni Maria Bertin, durante la Seconda guerra mondiale fu partigiano combattente nella Organizzazione Franchi; membro (ufficio informativo) del Comitato militare regionale piemontese. Decorato con due croci al merito di guerra.
Nel 1948, su sua iniziativa, fu fondato il Centro nazionale di prevenzione e difesa sociale (CNPDS), istituto con il fine di studiare le condizioni e gli aspetti della prevenzione sociale e di contribuire a delineare i caratteri di quello che è poi divenuto il movimento della Nuova difesa sociale. Fece inoltre parte del consiglio di amministrazione dell'Istituto lombardo di studi economici e sociali.
Nel 1990 dà vita alla Fondazione Courmayeur Mont Blanc che raccoglie tra i fondatori la Regione Valle d'Aosta, il Comune di Courmayeur, la Fondazione Centro Nazionale di prevenzione e Difesa Sociale Onlus– CNPDS e il CENSIS, che ha lo scopo principale di promuovere, sviluppare, coordinare, principalmente a Courmayeur, le ricerche, gli studi, le sperimentazioni, gli incontri per approfondire e diffondere la conoscenza dei temi giuridici ed economici nella società contemporanea con particolare riguardo a un’ottica internazionale.
Si sposò con Cecilia Vallardi ed ebbe tre figlie: Camilla (che porta avanti l'attività del CNPDS e della Fondaz. Courmayeur MB), Chiara (anch'ella giornalista) e Finette.

### Attività giornalistica
Giornalista pubblicista, scrisse per diversi anni sul Corriere Lombardo, intervenendo come editorialista per i problemi istituzionali e della giustizia su alcuni quotidiani quali il "Corriere della Sera", "la Repubblica", "il Giornale". Nel 1980 fondò la rivista trimestrale Giustizia e Costituzione.

### Carriera in magistratura
Entrò in magistratura nel 1947. Sostituto procuratore della Repubblica (1947/1948). Giudice istruttore penale (1948/1957). Presidente di sezione di tribunale civile (1967/1975). Consigliere della prima sezione civile della Corte d'Appello di Milano (1976/1978). Fu Presidente del Tribunale per i Minorenni di Milano (1978/1987), Procuratore Generale della Repubblica presso la Corte d'Appello di Milano (1987/1990). Ad inizio anni sessanta entrò a far parte dell'Associazione Nazionale Magistrati, contribuendo a fondare nel 1964 la corrente Magistratura democratica e, più avanti nel tempo, la corrente Giustizia e Costituzione. Successivamente diverrà anche presidente dell'Associazione Nazionale Magistrati.
Durante il quinto governo Rumor del 1974-75 fu capo di gabinetto dell'allora Ministro di grazia e giustizia socialista Mario Zagari. Fino al 1979 fu sostituto procuratore a Busto Arsizio, poi giudice istruttore a Milano, dopodiché nello stesso anno, fu nominato presidente del Tribunale dei Minori di Milano, incarico che resse fino al 1987, quando divenne procuratore generale presso la Corte d'appello di Milano, incarico che lasciò nel dicembre 1990, per raggiunti limiti di età.
Fu, anche, membro del Consiglio superiore della magistratura (1968/1972).

### Eventi successivi e morte
Nel 1997 si recò a Madrid, dove durante una cerimonia, venne premiato dal Re di Spagna Juan Carlos con il Premio Internazionale "Giustizia nel mondo". Nello stesso anno venne colpito da ictus e si spense il 26 luglio 2000 nella sua casa di Milano, per le tragiche conseguenze della malattia.

## Riconoscimenti
Un'aula del Tribunale di Prato prende il suo nome.
A riconoscimento dell'attività internazionale svolta, il CNPDS, da lui fondato, ha ricevuto nel 1989 l'attribuzione dello Statuto consultivo del Consiglio Economico e Sociale delle Nazioni Unite.

## Onorificenza
Medaglia d'argento del ministro della Pubblica istruzione ai benemeriti della cultura (1953). Medaglia d'oro del ministro della Giustizia al merito della redenzione sociale (1960). Medaglia d'oro di benemerenza del Comune di Milano (1981). Peace Medal for United Nations (1982). Medaglia di benemerenza "pro merito" del Segretario generale del Consiglio d'Europa (1984). Medaglia d'oro di benemerenza della provincia di Milano (1988). Grande medaglia d'oro della Regione Lombardia di onoranza a "cittadini della Lombardia" (1989). Medaglia d'oro del Ministero dell'Interno (1990). Grande medaglia d'oro di benemerenza del Comune di Milano (1990).